# Велика награда Малезије
Велика награда Малезије је трка у оквиру шампионата Формуле 1.
У сезони 2017
трка се возила, за сада, последњи пут на стази Сепанг у Сепангу, крај Куала Лумпура, јер је изостављена из календара за сезону 2018.

## Историја
ВН Малезије се у оквиру ФИА шампионата возила од сезоне 1999.
У оквиру других такмичења ВН Малезије се возила од 1962. године.
Формула 1 на стази Сепанг интернашонал је посебно позната по променама времена.
Чувена је трка из 2001. године када је провала облака учинила услове на стази скоро немогућим.

## Победници
Највише победа на ВН Малезије има Себастијан Фетел - четири. Од контруктора највише победа има Ферари и то шест.
| Година | Возач             | Конструктор | Локација |
| ------ | ----------------- | ----------- | -------- |
| 2017   | Макс Верстапен    | Ред бул     | Сепанг   |
| 2016   | Данијел Рикијардо | Ред бул     | Сепанг   |
| 2015   | Себастијан Фетел  | Ферари      | Сепанг   |
| 2014   | Луис Хамилтон     | Мерцедес    | Сепанг   |
| 2013   | Себастијан Фетел  | Ред бул     | Сепанг   |
| 2012   | Фернандо Алонсо   | Ферари      | Сепанг   |
| 2011   | Себастијан Фетел  | Ред бул     | Сепанг   |
| 2010   | Себастијан Фетел  | Ред бул     | Сепанг   |
| 2009   | Џенсон Батон      | Брон ГП     | Сепанг   |
| 2008   | Кими Рејкенен     | Ферари      | Сепанг   |
| 2007   | Фернандо Алонсо   | Макларен    | Сепанг   |
| 2006   | Ђанкарло Физикела | Рено        | Сепанг   |
| 2005   | Фернандо Алонсо   | Рено        | Сепанг   |
| 2004   | Михаел Шумахер    | Ферари      | Сепанг   |
| 2003   | Кими Рејкенен     | Макларен    | Сепанг   |
| 2002   | Ралф Шумахер      | Вилијамс    | Сепанг   |
| 2001   | Михаел Шумахер    | Ферари      | Сепанг   |
| 2000   | Михаел Шумахер    | Ферари      | Сепанг   |
| 1999   | Еди Ирвајн        | Ферари      | Сепанг   |